# Große Diesdorfer Straße 64 (Magdeburg)

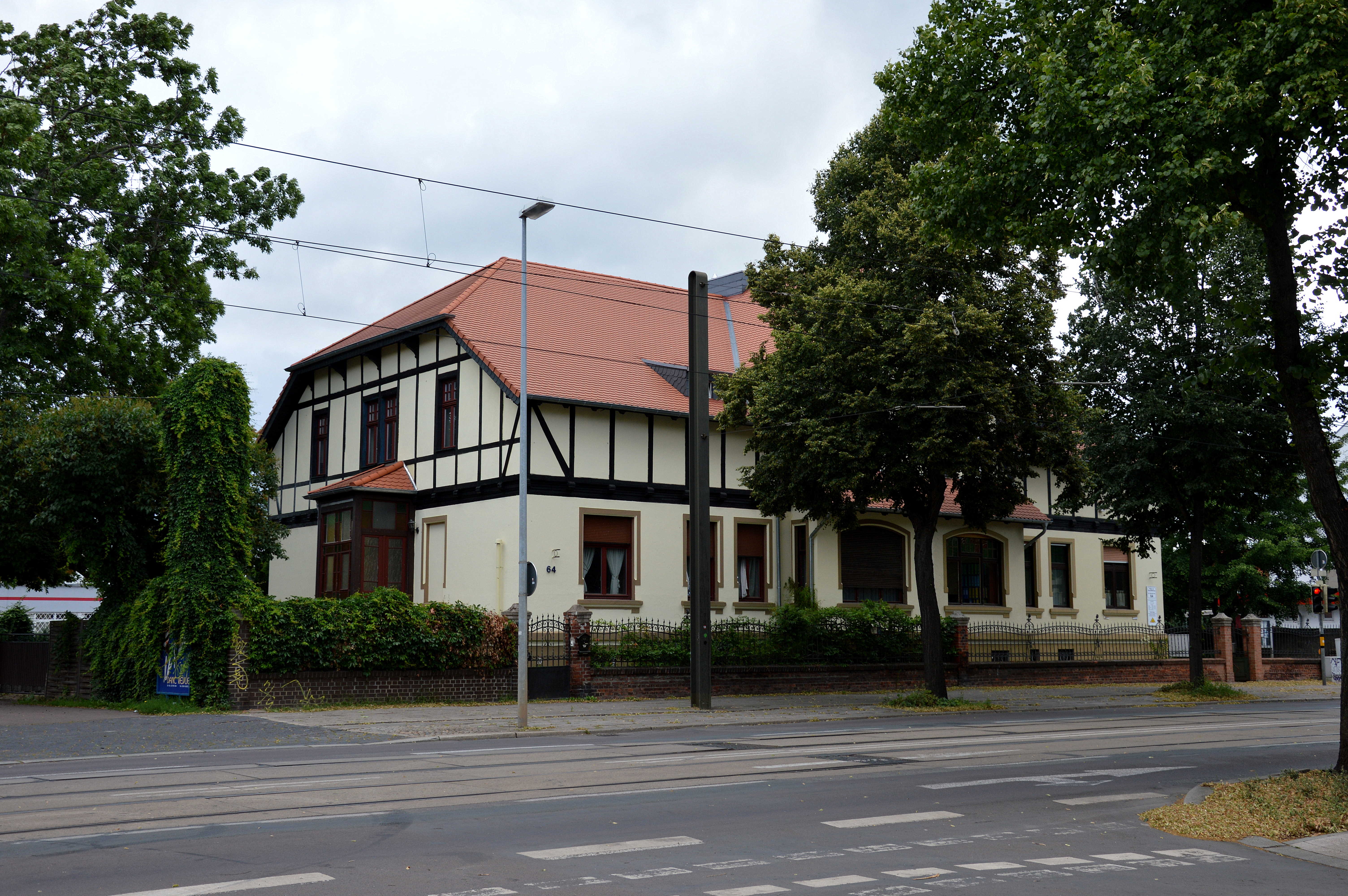
Große Diesdorfer Straße 51

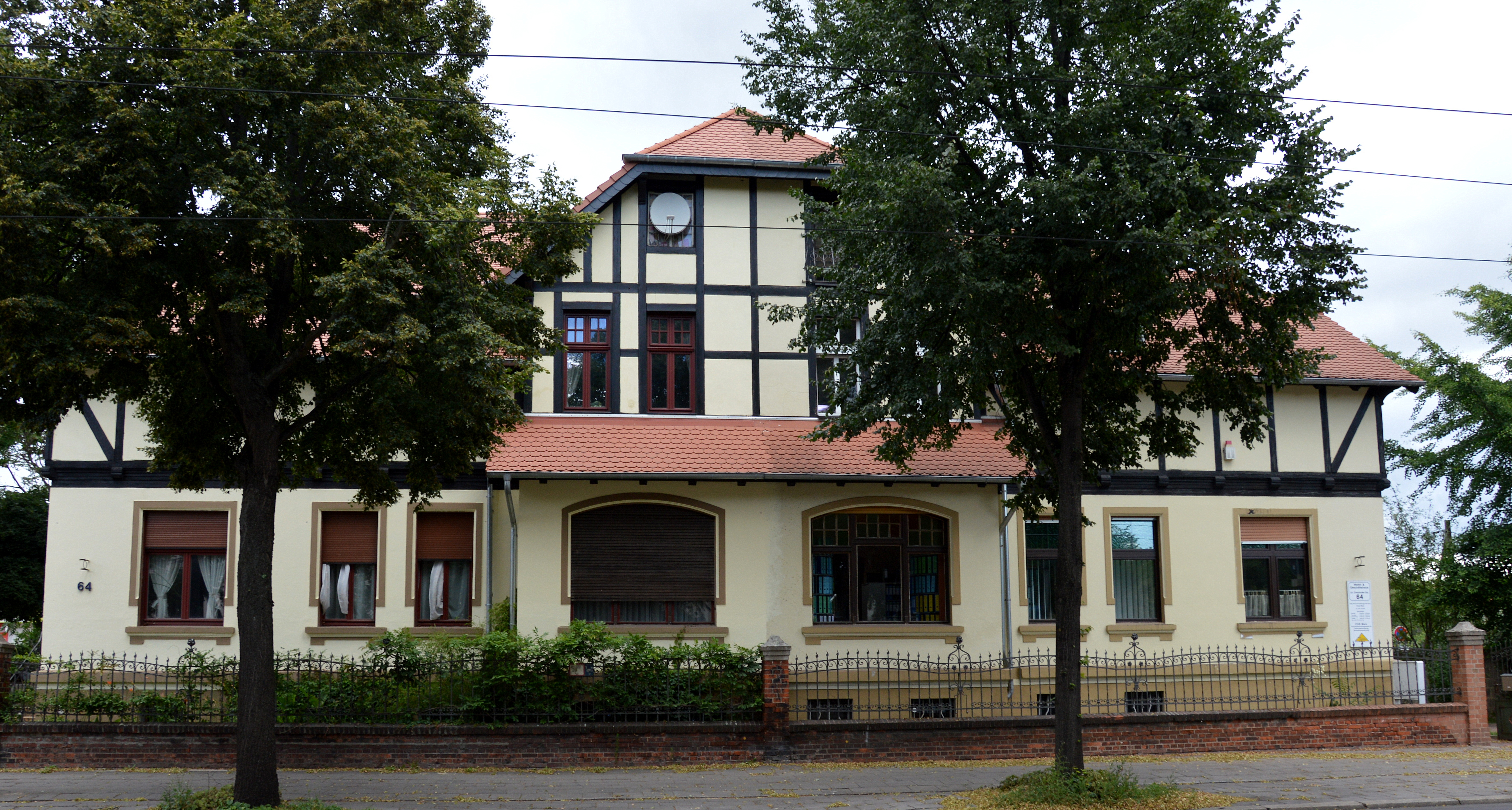
Frontansicht

Das Haus Große Diesdorfer Straße 64 ist ein denkmalgeschütztes Gebäude in Magdeburg in Sachsen-Anhalt.

## Lage
Es befindet sich auf der Nordseite der Großen Diesdorfer Straße im Stadtteil Stadtfeld West, auf der Nordseite des Beimsplatzes, westlich der Einmündung der Dehmbergstraße.

## Architektur und Geschichte
Das langgestreckte Wohnhaus wurde im Jahr 1906 nach einem Entwurf des Architekten Gustav Richter durch den Bauunternehmer August Eggers errichtet. Das eineinhalbgeschossige Gebäude verfügt über einen in Fachwerkbauweise errichteten Drempel und Giebel. Das villenartige Haus entstand als repräsentatives Doppelhaus. Der Stil des Baus orientiert sich an der Heimatkunstbewegung. Das Gebäude weist dementsprechend eine ländlich-rustikale Gestaltung auf. Im Erdgeschoss wurden Sprossenfenster eingesetzt. Darüber hinaus bestehen Krüppelwalmdächer und Zierfachwerk.
Im Gebäudeinneren wurden zwei große Wohnungen eingerichtet.
Das Gebäude gilt als straßenbildprägend und städtebaulich als nördlicher Abschluss des Beimsplatzes bedeutend.
Im örtlichen Denkmalverzeichnis ist das Wohnhaus unter der Erfassungsnummer 094 82555 als Baudenkmal verzeichnet.